# Коледари
Коледа је у народу обичај по којем је од Божића до Богојављења група маскираних младића и млађих ожењених људи обилазила сваку кућу у селу и певала коледске песме, изводећи при томе и разне мађијске радње, све са жељом да се утиче на здравље укућана и да се дочара обиље и напредак куће. На подручју Босанске Крајине користио се и назив чаројице за коледаре.
Колеђани или коледари су заузврат добијали поклоне у храни од сваке куће. Код западних Срба обичај се давно изгубио, тако да су и подаци о њему веома ретки. Забележен је код Срба у Босни, на Озрену, Крњину, Tребави и око Маглаја, где су коледавци (коледаре, коледарице, вјешалице) у групама од 10 до 15 момака и млађих ожењених људи обилазили одређени заселак. Пошто отпевају песму, улазе у кућу, траже разне намирнице, а децу плаше да ће их вешати о вериге (отуда и назив вјешалице). Обичај је боље познат у источној и јужној Србији. Коледе се припремају на неколико дана пред Светог Игњата, негде већ од Никољдана, а главна припрема састоји се у изради маски.

## Галерија
- Покладна маска, село Стража (Вршац), 1969.
- Покладна маска, село Стража (Вршац), 1969.
- Покладна маска, село Стража (Вршац), 1968.